# Elena de Borgoña
Elena de Borgoña (1080-1142). Noble francesa, hija del duque Eudes I Borrel y de Sibila de Borgoña.
Se casó en primeras nupcias en 1095 con Beltrán de Saint-Gilles, conde de Toulouse. De esta unión nacieron:
- Ponce de Trípoli, conde de Trípoli.
- Felipe (1099-1102).
- Inés, casada con Renaud, señor de Margat.

En 1109, Beltrán sigue los pasos de su padre en Tierra Santa y toma las riendas del condado de Trípoli, mientras en Toulouse lo sucede su hermano menor Alfonso Jordán. Beltrán muere en 1112 en Trípoli. Viuda, Elena se casa en 1115 con Guillermo III Talvas, conde de Alençon y de Ponthieu y de esta unión nacen:
- Guido II, conde de Ponthieu.
- Juan I, conde de Alençon.
- Adela, casada con Juhel I, señor de Mayenne.
- Elena, casada en primeras nupcias con Guillermo III de Warenne, conde de Surrey, y en segundas con Patricio de Salisbury, conde de Salisbury.